# Mistrzostwa Europy w Short Tracku 2020
24. Mistrzostwa Europy w Short Tracku odbyły się w węgierskim Debreczynie w dniach 24–26 stycznia 2020 roku.

## Klasyfikacja medalowa
| Lp. | Kraj     | Złoto | Srebro | Brąz | Razem |
| 1.  | Holandia | 5     | 3      | 1    | 9     |
| 2.  | Węgry    | 4     | 3      | 0    | 7     |
| 3.  | Rosja    | 2     | 1      | 4    | 7     |
| 4.  | Włochy   | 1     | 4      | 4    | 9     |
| 5.  | Belgia   | 0     | 1      | 0    | 1     |
| 6.  | Izrael   | 0     | 0      | 1    | 1     |
| 6.  | Niemcy   | 0     | 0      | 1    | 1     |
| 6.  | Polska   | 0     | 0      | 1    | 1     |

## Medaliści i medalistki

### Mężczyźni
| Konkurencja            | Złoto                                                                                       | Czas     | Srebro                                                                            | Czas     | Brąz                                                                                   | Czas     |
| ---------------------- | ------------------------------------------------------------------------------------------- | -------- | --------------------------------------------------------------------------------- | -------- | -------------------------------------------------------------------------------------- | -------- |
| 500 metrów             | Shaolin Sándor Liu                                                                          | 41.244   | Shaoang Liu                                                                       | 41.517   | Siemion Jelistratow                                                                    | 41.686   |
| 1000 metrów            | Shaolin Sándor Liu                                                                          | 1:25.636 | Shaoang Liu                                                                       | 1:25.667 | Siemion Jelistratow                                                                    | 1:25.831 |
| 1500 metrów            | Shaoang Liu                                                                                 | 2:25.871 | Itzhak de Laat                                                                    | 2:25.960 | Władysław Bykanow                                                                      | 2:26.075 |
| Superfinał 3000 metrów | Siemion Jelistratow                                                                         | 4:57.674 | Stijn Desmet                                                                      | 4:57.721 | Itzhak de Laat                                                                         | 4:57.766 |
| Wielobój               | Shaoang Liu                                                                                 | 77 pkt.  | Shaolin Sándor Liu                                                                | 75 pkt.  | Siemion Jelistratow                                                                    | 65 pkt.  |
| Sztafeta 5000 metrów   | Rosja Denis Ajrapetjan Siemion Jelistratow Daniłł Ejbog Pawieł Sitnikow Aleksandr Szułginow | 7:06.884 | Niderlandy Daan Breeuwsma Itzhak de Laat Sven Roes Dennis Visser Dylan Hoogerwerf | 7:06.984 | Włochy Mattia Antonioli Andrea Cassinelli Yuri Confortola Tommaso Dotti Marco Giordano | 7:07.055 |

### Kobiety
| Konkurencja            | Złoto                                                                          | Czas     | Srebro                                                                                       | Czas     | Brąz | Czas     |
| ---------------------- | ------------------------------------------------------------------------------ | -------- | -------------------------------------------------------------------------------------------- | -------- | --- | -------- |
| 500 metrów             | Suzanne Schulting                                                              | 43.442   | Martina Valcepina                                                                            | 43.568   | Natalia Maliszewska                                                                                               | 43.709   |
| 1000 metrów            | Suzanne Schulting                                                              | 1:33.353 | Lara van Ruijven                                                                             | 1:33.464 | Arianna Fontana                                                                                                   | 1:33.596 |
| 1500 metrów            | Suzanne Schulting                                                              | 2:35.915 | Arianna Fontana                                                                              | 2:36.134 | Anna Seidel | 2:36.319 |
| Superfinał 3000 metrów | Arianna Fontana                                                                | 5:46.150 | Jekatierina Jefriemienkowa                                                                   | 5:46.451 | Martina Valcepina                                                                                                 | 5:46.618 |
| Wielobój               | Suzanne Schulting                                                              | 102 pkt. | Arianna Fontana                                                                              | 68 pkt.  | Martina Valcepina                                                                                                 | 34 pkt.  |
| Sztafeta 3000 metrów   | Niderlandy Rianne de Vries Suzanne Schulting Yara van Kerkhof Lara van Ruijven | 4:12.877 | Włochy Nicole Botter Gomez Arianna Fontana Cynthia Mascitto Martina Valcepina Arianna Sighel | 4:13.022 | Rosja Jekatierina Jefriemienkowa Jekatierina Konstantinowa Emina Małagicz Sofija Proswirnowa Jewgienija Zacharowa | 4:25.577 |